# Konsumtionsföreningen Mjölby med omnejd
Konsumtionsföreningen Mjölby med omnejd var 1905–1966 en konsumentförening i Mjölby med omnejd.

## Historik
Föreningen hade en föregångare i Mjölby arbetarering som uppfördes i handelsregistret den 3 juli 1890. Den uppnådde en årsomsättning på runt 40 000 kronor, men upphörde efter 1897.
Kooperativa föreningen Framåt i Mjölby bildades 1905. Ett möte där man beslutade att föreningen skulle bildas hölls den 2 februari 1905, varpå stadgarna framlades och fastställdes den 14 och 28 samma månad, varefter föreningen hade 86 medlemmar. Affären öppnade den 16 maj 1905. Från 1925 hade föreningen fyra försäljningsställen.
Föreningens namn ändrades senare till Konsumtionsföreningen Mjölby med omnejd. Genom åren genomfördes fusioner med Kooperativa föreningen Fram i Mantorp 1928, Spångsholms konsumentförening 1958, Skänninge hushållsförening och Ödeshögs konsumtionsförening 1962.
År 1966 gick föreningen ihop med Konsumtionsföreningen Linköping med omnejd och Kindaortens konsumtionsförening för att bilda Konsum Centrala Östergötland. KCÖ uppgick senare i Konsum Öst som 1995 överlät butikerna till KF centralt.
Mjölbys första Domus etablerades 1962 på Kungsvägen i kvarteret Abedissan något utanför stadskärnan. Den 17 maj 1972 öppnade Mjölby köpcentrum (Kvarnen) och Domus flyttade dit.
Domus i Mjölby drog ner kraftigt 1990 och 1993 gjordes Domus om till en Konsum. Den lades ner helt 1997, varefter man bara hade närbutiken på Bondegatan kvar i Mjölby. I november 2011 öppnades en ny Coop Extra vilket ledde till att dåvarande Coop Nära på Bondegatan stängde. År 2017 försvann man helt från Mjölby när Coop Extra lades ner och ersattes av Willys. Den 28 oktober 2018 lades även Konsum i Skänninge ner. Därigenom lämnade Coop helt den tidigare Mjölbyföreningens område. Kedjan återkom dock till Mjölby den 31 januari 2020 när Nettobutiken där konverterades till Coop.